# John Connolly (pisarz)
John Connolly (ur. 31 maja 1968 r. w Dublinie) – irlandzki pisarz, powieściopisarz i autor opowiadań, znany przede wszystkim z serii powieści, których głównym bohaterem jest były policjant i prywatny detektyw Charlie Parker.
Już pierwsza powieść Conolly’ego zatytułowana Wszystko Martwe spotkała się z dobrym przyjęciem krytyków literackich. Detektyw Charlie Parker, którego żona i córeczka zostały zamordowane przez seryjnego mordercę, prowadzi prywatną krucjatę przeciwko brutalnym przestępcom i seryjnym mordercom. W swoich działaniach Parker niejednokrotnie lawiruje na granicy prawa i nie stroni przed okrucieństwem wobec ludzi czyniących zło.
Oprócz powieści Wszystko Martwe detektyw-mściciel jest bohaterem kolejnych książek serii: Czarny Anioł, Źli Ludzie, Kraina Cieni, Niespokojni.

## Dzieła

### Seria o Charliem Parkerze
1. 1999: Every Dead Thing / Wszystko martwe
2. 2000: Dark Hollow / Kraina cieni
3. 2001: The Killing Kind / Morderczy gatunek
4. 2002: The White Road / Biała droga
5. 2004: "The Reflecting Eye" / Oko innego świata (nowela znajdująca się w książce "Nokturny")
6. 2005: The Black Angel / Czarny anioł
7. 2007: The Unquiet / Niespokojni
8. 2008: The Reapers
9. 2009: The Lovers
10. 2010: The Whisperers
11. 2011: The Burning Soul
12. 2012: The Wrath of Angels
13. 2014: The Wolf in Winter
14. 2015: A Song of Shadows.

### Pojedyncze książki
1. 2003: Bad Men / Źli ludzie
2. 2006: The Book of Lost Things / Księga rzeczy utraconych
3. 2009: The Gates / Wrota
4. 2011: The Infernals
5. 2013: The Creeps.

### Zbiory opowiadań
1. 2004: Nocturnes / Nokturny
2. 2015: the night Music (Nocturnes 2)

### Krótkie Historie
1. 2004: "The Inkpot Monkey"
2. 2005: "Mr. Gray's Folly"
3. 2005: "The Cycle"
4. 2008: "A Haunting"

## Filmowe adaptacje
- Córka (ang. The New Daughter) (2009)
- Księga Rzeczy Zaginionych (ang. The Book of Lost Things)
- Sanctuary - na podstawie powieści Bad Men.
- Some Children Wander By Mistake - adaptacja jednego z opowiadań ze zbioru Nocturnes.

## Nagrody
- Nominacja: 1999 - Nagroda Bram Stoker (Pierwsza Powieść), za powieść Wszystko Martwe[1].
- Nominacja: 2000 - Barry Award (Najlepsza Brytyjska Powieść Kryminalna), za powieść Wszystko Martwe[2].
- Zwycięzca: 2000 - Shamus Award (Najlepsza Pierwsza Powieść Fantastyczna), za powieść Wszystko Martwe[3].
- Nominacja: 2001 - Barry Award (Najlepsza Brytyjska Powieść Kryminalna), za powieść Czarna Dusza[2].
- Nominacja: 2002 - Barry Award (Najlepsza Brytyjska Powieść Kryminalna), za powieść The Killing Kind[2].
- Zwycięzca: 2003 - Barry Award (Najlepsza Brytyjska Powieść Kryminalna), za powieść Biała Droga[2].
- Nominacja: 2005 - CWA Short Story Dagger Award, za opowiadanie "Miss Froom, Vampire"[4].
- Nominacja: 2007 - Huges & Huges Irish Novel of the Year, za powieść Księga rzeczy utraconych[5].